# Bảo tàng Tưởng niệm Quân đội Ba Lan số 1 ở Stare Łysogóry
Bảo tàng Tưởng niệm Quân đội Ba Lan số 1 ở Stare Łysogóry (tiếng Ba Lan: Muzeum Pamiątek 1 Armii Wojska Polskiego w Starych Łysogórkach) là một bảo tàng tọa lạc tại làng Stare Łysogórki, xã Mieszkowice, huyện Gryfiński, tỉnh Zachodniopomorskie, Ba Lan. Bảo tàng hoạt động trong cơ cấu tổ chức của Phòng Dịch vụ Cộng đồng địa phương.

## Lịch sử hình thành
Bảo tàng Tưởng niệm Quân đội Ba Lan số 1 ở Stare Łysogóry được thành lập vào những năm 1960. Trụ sở của Bảo tàng là một tòa nhà nằm gần nghĩa trang chiến tranh.

## Triển lãm
Bộ sưu tập của Bảo tàng Tưởng niệm Quân đội Ba Lan số 1 ở Stare Łysogóry hiện đang bao gồm các hiện vật và kỷ vật có liên quan đến cuộc vượt sông Oder vào tháng 4 năm 1945: quân phục và trang bị cho binh sĩ của Quân đội Ba Lan số 1, huy hiệu, bản đồ, hình ảnh, và các thứ khác từ các chiến trường trong Chiến tranh thế giới thứ hai. Phía trước tòa nhà của Bảo tàng có triển lãm xe tăng IS-2.

## Giờ mở cửa
Bảo tàng Tưởng niệm Quân đội Ba Lan số 1 ở Stare Łysogóry chỉ mở cửa đón khách tham quan từ ngày 16 tháng 4 đến ngày 15 tháng 10 hàng năm, mở cửa tất cả các ngày trong tuần trừ thứ Hai. Trong các thời gian còn lại, Bảo tàng chỉ mở cửa khi có sự sắp xếp trước.